# Carnival of Monsters
A Carnival of Monsters a Doctor Who sorozat hatvanhatodik része, amit 1973. január 27.-e és február 17.-e között sugároztak négy epizódban. Ez a sorozat első része a The War Games rész óta hogy a Doctor Who-n hogy a Doktor már nincs száműzetésben.
Ennek a résznek a címét később egy dokumentumfilmben, (amit a Doctor Who Night műsor keretében mutattak be a BBC Two-n) amiben a Doktor néhány ellenségét elevenítik fel.

## Történet
Vorg és Shina, két mutatványos az Inter Minor bolygóra érkezik furcsa masinájukkal, egy miniszkóppal, amelyben egy egész miniatűr állatkert van a közönség szórakoztatására. Szürke arcú házigazdáik azonban nagyon gyanakvóak, főleg  a miniszkóp nem tetszik nekik... A Doktor és Jo a Mebelis 3-ra mennek a TARDIS-szal, azonban egy 1920-as évekbeli gőzhajó fedélzetén találják magukat az Indiai Óceánon. Potyautasoknak nézik őket, azonban csakhamar egyre több furcsaságot tapasztalnak a hajón...

## Epizódok listája
| Epizód sorszáma | Bemutató napja    | Hossza | Nézők száma (millió) | Formátum             |
| --------------- | ----------------- | ------ | -------------------- | -------------------- |
| 1               | 1973. január 27.  | 24:46  | 9,5                  | Pal 2-s videókazetta |
| 2               | 1973. február 3.  | 24:11  | 9                    | Pal 2-s videókazetta |
| 3               | 1973. február 10. | 24:49  | 9                    | Pal 2-s videókazetta |
| 4               | 1973. február 17. | 24:10  | 9,5                  | Pal 2-s videókazetta |

## Könyvkiadás
A könyvváltozatát 1977. január 20.-n adták ki.

## Otthoni kiadás
- VHS-n 1995-n adták ki. Ebben a változatban 5 perccel ki lett bővítve a második rész.
- DVD-n 2002. június 15.-n adták ki az Egyesült Királyságokban.
  - Az USA-n 2003. július 1.-n adták ki.

### Fordítás
- Ez a szócikk részben vagy egészben  a   Carnival of Monsters című angol Wikipédia-szócikk fordításán alapul.  Az eredeti cikk szerkesztőit annak laptörténete sorolja fel. Ez a jelzés csupán a megfogalmazás eredetét és a szerzői jogokat jelzi, nem szolgál a cikkben szereplő információk forrásmegjelöléseként.